# Chrono des Nations-Les Herbiers-Vendée féminin 2022
La 35e édition du Chrono des Nations-Les Herbiers-Vendée féminin a eu lieu le 16 octobre 2022. La course fait partie du calendrier international féminin UCI 2022 en catégorie 1.1. Elle est remportée par la Néerlandaise Ellen van Dijk.

## Classements

### Classement final
| \| Classement général \| Classement général \| Classement général \| Classement général \| Classement général \| \| Coureuse \| Coureuse \| Pays \| Équipe \| Temps \| \| ------------------ \| ----------------------- \| ------------------ \| -------------------- \| ------------------ \| \| 1re \| Ellen van Dijk \| Pays-Bas \| Trek-Segafredo \| 35 min 54 s \| \| 2e \| Valeriya Kononenko \| Ukraine \| Ukraine \| + 1 min 06 s \| \| 3e \| Amber Neben \| États-Unis \| États-Unis \| + 1 min 18 s \| \| 4e \| Christina Schweinberger \| Autriche \| Plantur-Pura \| + 1 min 37 s \| \| 5e \| Loes Adegeest \| Pays-Bas \| IBCT \| + 1 min 46 s \| \| 6e \| Elena Hartmann \| Suisse \| \| + 1 min 51 s \| \| 7e \| Coralie Demay \| France \| St Michel-Auber 93 \| + 1 min 55 s \| \| 8e \| Dana Rožlapa \| Lettonie \| Keukens Redant \| + 2 min 11 s \| \| 9e \| Julie Van de Velde \| Belgique \| Plantur-Pura \| + 2 min 12 s \| \| 10e \| Marie Le Net \| France \| FDJ-Suez-Futuroscope \| + 2 min 18 s \| |                         |            |                      |              |
| |                         |            |                      |              |
| Source : Cycling Quotient |                         |            |                      |              |
| Classement général |                         |            |                      |              |
| Coureuse | Coureuse                | Pays       | Équipe               | Temps        |
| 1re | Ellen van Dijk          | Pays-Bas   | Trek-Segafredo       | 35 min 54 s  |
| 2e | Valeriya Kononenko      | Ukraine    | Ukraine              | + 1 min 06 s |
| 3e | Amber Neben             | États-Unis | États-Unis           | + 1 min 18 s |
| 4e | Christina Schweinberger | Autriche   | Plantur-Pura         | + 1 min 37 s |
| 5e | Loes Adegeest           | Pays-Bas   | IBCT                 | + 1 min 46 s |
| 6e | Elena Hartmann          | Suisse     |                      | + 1 min 51 s |
| 7e | Coralie Demay           | France     | St Michel-Auber 93   | + 1 min 55 s |
| 8e | Dana Rožlapa            | Lettonie   | Keukens Redant       | + 2 min 11 s |
| 9e | Julie Van de Velde      | Belgique   | Plantur-Pura         | + 2 min 12 s |
| 10e | Marie Le Net            | France     | FDJ-Suez-Futuroscope | + 2 min 18 s |

### Points UCI
| Position           | 1er | 2e | 3e | 4e | 5e | 6e | 7e | 8e | 9e | 10e | 11e | 12e | 13e à 15e | 16e à 25e |
| Classement général | 125 | 85 | 70 | 60 | 50 | 40 | 35 | 30 | 25 | 20  | 15  | 10  | 5         | 3         |